# Frankenfish
Frankenfish ist ein US-amerikanischer Horrorfilm von Regisseur Mark A. Z. Dippé aus dem Jahr 2004.

## Handlung
Eine zerfetzte Leiche wird in den Sümpfen von Louisiana gefunden. Der Gerichtsmediziner Sam Rivers und die Biologin Mary Callahan werden in die Sümpfe geschickt, um die Todesursache zu klären. Dort begegnen sie in einem Dorf einer Schar schrulliger Gestalten (Vietnam-Veteranen, Hippies, Voodoo-Anbeter). Die Nachforschungen ergeben, dass riesige Monsterfische in den Gewässern ihr Unwesen treiben, welche die Dorfbewohner nacheinander auffressen. Schließlich kreuzt eine Jagdexpedition auf, welche Rivers und die beiden letzten Überlebenden des Dorfes auf ihr Schiff nimmt. Es stellt sich heraus, dass die Fische genmanipuliert sind und als Zielscheibe für die Jäger dienen. Die Jäger jagen die Fische weiter und werden dabei aufgefressen. Rivers gelingt es, den letzten Monsterfisch zu besiegen, indem er ihn in den kreisenden Schiffsrotor springen lässt. In der letzten Szene sieht man wie Dan, ein weiterer Überlebender, von frisch geschlüpften Monsterfischen gefressen wird – bei den genmanipulierten Fischen handelte es sich offensichtlich um Männchen und Weibchen.

## Hintergrund
Die Inszenierung über genmanipulierte Schlangenkopffische, die aus Asien eingeschleppten Northern Snakeheads (Channa argus), basiert auf einen Vorfall in dem Örtchen Crofton im US-Bundesstaat Maryland – wie im Übrigen auch Snakehead Terror.
Der Tier-Horrorfilm wurde erstmals am 9. Oktober 2004 auf dem privaten US-Fernsehsender Sci Fi Channel ausgestrahlt. In Deutschland erschien das Werk am 14. Dezember 2004 auf DVD.

## Kritiken
Das Lexikon des internationalen Films schrieb, der „trashige Tierhorror-B-Film“ befriedige „die Erwartungen von Genrefans weitgehend professionell“, wenngleich mit hohem Blutzoll.